# John Brinck
John Manning "Jack" Brinck , född 16 september 1908 i Winters, död 19 maj 1934 i Falfurrias, var en amerikansk roddare.
Brinck blev olympisk guldmedaljör i åtta med styrman vid sommarspelen 1928 i Amsterdam.